# Lucio Arruncio Estela
Lucio Arruncio Estela (en latín: Lucius Arruntius Stella) fue un senador romano que vivió durante finales del siglo I y principios del siglo II, y desarrolló su cursus honorum bajo los reinados de Domiciano, Nerva, y Trajano. Fue cónsul sufecto en el año 101 junto con Lucio Julio Marino Cecilio Símplice como colega.
Según el poeta Marcial, Estela era originario de la ciudad de Patavium en el norte de Italia. Fue designado para organizar los juegos que celebraban la victoria de Domiciano sobre los Cuados y Dacios en el año 89 o en 93. Estela también se había convertido en miembro de los Quindecimviri sacris faciundis, el sacerdocio romano encargado del cuidado de los oráculos sibilinos, que lo había admitido alrededor del año 91.
Estacio escribió un Epitalamio, o un poema de bodas, para Estela. Es de esta obra que obtenemos la identidad de su esposa: Violentila, una adinerada viuda de la ciudad de Neapolis.